# Asamat Schiderinow
Asamat Schiderinow (kirgisisch Азамат Шидеринов; * 24. Juni 1984) ist ein kirgisischer Eishockeyspieler.

## Karriere
Asamat Schiderinow spielte von 2004 bis 2008 in der kasachischen Eishockeymeisterschaft, zunächst eine Spielzeit lang für den HK ZSKA Temirtau und anschließend drei Jahre lang für Jenbek Almaty.

### International
Für Kirgisistan nahm Schiderinow an den Winter-Asienspielen 2011 teil, bei denen er mit seiner Mannschaft den ersten Platz der Premier Division belegte. Er selbst erzielte im Turnierverlauf in sechs Spielen 22 Scorerpunkte, davon acht Tore.